# Tremendo
Tremendo foi uma boy band argentina, surgida em 1984, que fez sucesso no seu país de origem e no Brasil.
O grupo Tremendo é uma invenção do produtor portenho Fernando Falcon, grande conhecedor do mercado fonográfico argentino. Em 1984, ele resolveu criar um grupo nos moldes da boy band Menudo, uma vez que o sucesso dos garotos porto-riquenhos era notável àquela época. Para tanto, começou a procurar em agências de modelos, academias de dança e até fez anúncios em jornais em busca de jovens garotos que pudessem formar o grupo que tinha em mente.
Ao todo, foram cerca de 5 mil jovens que responderam aos anúncios e que ele conseguiu encontrar. Dentro desse montante, escolheu apenas cinco, a saber: Walter Martin (Walter), Gustavo Gabriel Blanco (Gustavo), Dario Fabio Cerasia (Dario), Teodoro Mário Varmazidis (Teo) e Carlos Mário Cazuza (Marito). Após a seleção, os escolhidos passaram a ter aulas de canto, dança, jazz e teatro. Um garoto chamado Alex foi escolhido como um "Tremendo substituto", para o caso de encerramento de contratos ou desistência de algum dos garotos da formação oficial. Ele ensaiava junto com o Tremendo todas as músicas e performances.
Ainda em 1984, o grupo passou a se apresentar em um número substancial de programas da TV argentina. Sua primeira apresentação ocorreu no Sábados de la Bondad, do Canal 9, de Buenos Aires. O primeiro álbum, intitulado Rock en la Piel foi lançado em dezembro de 1984, e após dois meses as vendas tinham atingido a marca de 75 mil cópias no país. Logo, ganharam o primeiro disco de ouro na Argentina.
Com o sucesso no seu país natal, Falcon e a gravadora do Tremendo resolveram investir no mercado brasileiro. Para tanto, foram feitas versões de músicas do LP de estreia em português a serem incluídas em um álbum autointitulado exclusivo para o Brasil. Em sua primeira visita ao país, o grupo participou de quase todos os programas de auditório da época, como o Cassino do Chacrinha e o Fantástico, sendo apadrinhado pela TV Globo. Como resultado, duas canções do LP autointitulado lançado no Brasil, "Isto É Tremendo" e "We Can Change the World", ficaram entre as dez mais tocadas no Rio de Janeiro. A faixa "We Can Change the World" entrou na trilha sonora internacional da telenovela brasileira A Gata Comeu, da TV Globo, de 1985. Em agosto de 1985, o grupo iniciou uma temporada de shows por diversas cidades no país. Na mesma época, ganharam um disco de ouro por atingirem mais de 100 mil cópias vendidas.
Os meios de comunicação apontavam como o diferencial em relação ao Menudo, o fato de os vocais serem divididos nas canções, cada um dos cinco integrantes cantavam as músicas. Além disso, os shows eram feitos com banda e cantados ao vivo e não em playback.
Após uma temporada de shows no Brasil, eles retornaram a Argentina, e gravaram o filme Las aventuras de Tremendo. No filme, a filha de um milionário deseja a todo custo que o Tremendo se apresente em sua festa de aniversário, para cantar e dançar. Ela sequestra o empresário do grupo para conseguir o que deseja. A direção do filme é de Enrique Cahen Salaberry, e fazem parte do elenco Tristán Díaz Ocampo, Fernando Siro, Mónica Gonzaga, Carlos Rivkin e Juancito Diaz.
O sucesso ainda os acompanhou quando lançaram o quarto álbum, Busquemos el amor, que marcaria a separação e o fim do grupo. A separação ocorreu devido a uma disputa com o produtor Alejandro Romay. Romay pediu uma porcentagem maior do que lhe correspondia para promover o grupo, mas os produtores não aceitaram. Como consequência, ele removeu o grupo de sua programação na televisão, o que resultou em um bombardeio publicitário constante. Vinculados por contrato, os membros não podiam se apresentar em outros canais, e sem a exposição na televisão, foi difícil manter o sucesso. A única opção que tiveram foi realizar uma despedida organizada pelos próprios integrantes.

## Discografia

### Álbuns de estúdio
| Faixas do álbum |
| --- |
| 1. Soy Tremendo 2. Te Pregunto Por Mi 3. Rock En La Piel 4. Cuando La Musica Suena 5. Todos Bailan En La Fiesta 6. Sreet Dance 7. Solamente Pienso En Ti 8. Lejos Del Sol 9. Junitos Lo Encontraremos 10. Sos Como El Fuego |

| Faixas do álbum |
| --- |
| 1. La Chica Del Fans Club 2. Si Me Escribieras Una Carta 3. Este Mundo Que Inventamos 4. Nena, Haceme Mimos 5. Soy Tu Prisionero 6. Te Atrapare 7. Soy De Sangre Y Fuego 8. Poema Sin Final 9. Nosotros Cambiaremos El Mundo 10. Maria Llena De Amor |

| Faixas do álbum |
| --- |
| 1. Busquemos El Amor 2. Que Poco Y Nada 3. Que Pasa 4. Baila 5. Temblando 6. No Llores Mas 7. Samurai 8. Eres Una Caja De Sorpresas 9. Yo Que Soy Tremendo 10. No Es Tan Feo |

### Versões brasileiras
| Faixas do álbum |
| --- |
| 1. Isso É Tremendo 2. Te Perguntou Por Mim 3. Rock En La Piel 4. Cuando La Musica Suena 5. Juntos Lo Encontraremos 6. We Can Change The World 7. Penso Em Ti 8. Todos Dançam Nessa Festa 9. Longe Do Sol 10. Sos Com El Fuego |

| Faixas do álbum |
| --- |
| 1. Te Agarrarei 2. A Garota Do Fã Clube 3. Nena Haceme Mimos 4. O Mundo Que Inventamos 5. Soy Tu Prisionero 6. Save Me 7. Sangue E Fogo 8. Poema Sin Final 9. Maria Cheia De Amor 10. Si Me Escribieras Una Carta |